# Radio éphémère
Une radio éphémère, radio temporaire ou radio provisoire est une radio qui nait et qui meurt en même temps que l'évènement qu'elle couvre.

## Cadre légal

### Belgique
En Belgique, une fréquence de radio temporaire doit faire l'objet d'une demande auprès du Conseil supérieur de l'audiovisuel.

### France
En France, une fréquence de radio temporaire doit faire l'objet d'une demande auprès de l'ARCOM,.

## Exemples de radios éphémères

### Belgique
- Radio Esperanzah du festival Esperanzah! à Floreffe.

### France

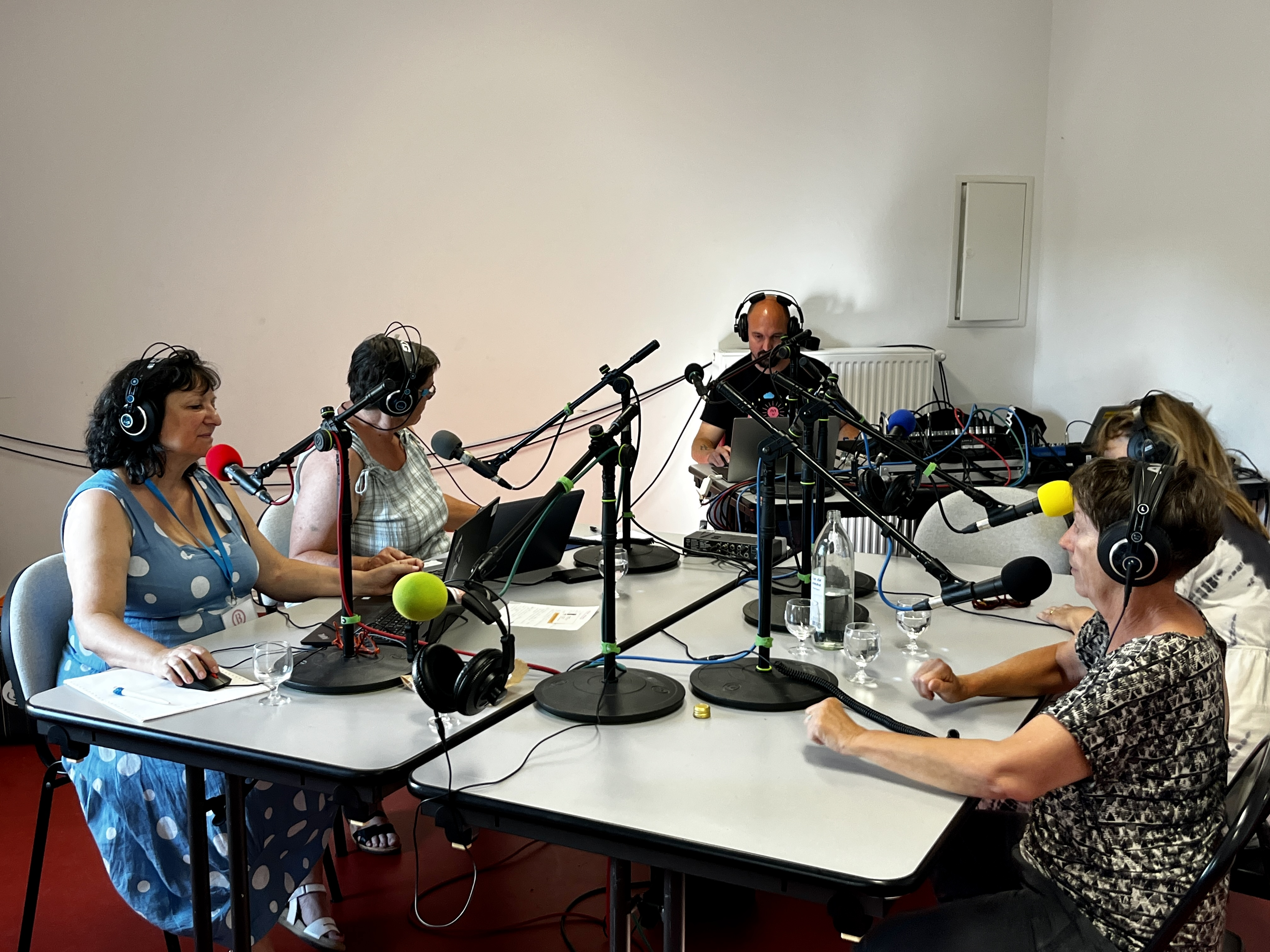
La radio éphémère Ici l'ombre, en direct, au cours de Concertina 2022.

Le site radioscope.fr maintient une liste de radios temporaires auxquelles s'ajoutent les exemples suivants :
- Radio des Suds du festival Les Suds à Arles ;

- Ici l'ombre, au cours des éditions de Concertina, Rencontres estivales autour des enfermements[5] ;

- CitéRadio a obtenu une fréquence temporaire en 2022, destinée à couvrir les 100 ans de la radio[6].